# Dalbergia jingxiensis
Dalbergia jingxiensis är en ärtväxtart som beskrevs av S.Y.Liu. Dalbergia jingxiensis ingår i släktet Dalbergia, och familjen ärtväxter. Inga underarter finns listade i Catalogue of Life.